# Sergio González Poirrier
Sergio González Poirrier (Madrid, 20 d'abril de 1992) és un futbolista professional espanyol que juga al CD Leganés. Principalment defensa central, també pot jugar com a migcampista defensiu.

## Carrera de club
Nascut a Madrid, González es va incorporar a La Fábrica del Reial Madrid el 2008, procedent del Getafe CF. El 2011, després d'acabar la seva formació, es va incorporar a la Regional Preferent al Las Rozas CF, i hi va debutar durant la temporada.
González va passar a l'AD Villaviciosa d'Odón a Tercera Divisió el juliol de 2012, sent titular habitual durant la campanya, en la qual el seu equip va descendir. El juliol de l'any següent, va acordar un contracte amb l'AD Alcorcón, sent destinat al filial de la mateixa divisió.
El 2015, González va fitxar per la UD San Sebastián de los Reyes, encara a la quarta categoria; va assolir l'ascens a Segona Divisió B en la seva primera temporada, sent una opció de primera opció, i va capitanejar el conjunt en la seva segona. El 15 de juliol de 2017 va acordar un contracte d'un any amb el Recreativo de Huelva a la tercera divisió.
El 23 de juliol de 2018, l'agent lliure González es va unir al CD Mirandés de tercer nivell amb un contracte d'un any. El 5 de juliol següent, després d'aconseguir l'ascens a Segona Divisió, va renovar el seu contracte per un any més.
El 17 d'agost de 2019, a l'edat de 27 anys, González va fer el seu debut com a professional en començar en un empat 2-2 fora de casa contra el Rayo Vallecano. Va marcar el seu primer gol a la segona divisió el 24 de novembre, marcant el segon gol del seu equip en una derrota per 2-1 contra l'Albacete Balompié.
El 10 d'agost de 2020, González va acordar un contracte de tres anys amb el CD Leganés, acabat de descendir a la segona categoria.

## Palmarès
Leganés
- Segona Divisió: 2023–24